# Guit-guit céruléen
Cyanerpes caeruleus
Espèce
Statut de conservation UICN

 LC  : Préoccupation mineure
Le Guit-guit céruléen (Cyanerpes caeruleus), aussi appelé Guit-guit à pattes jaunes ou Sucrier pourpre, est une espèce d'oiseau appartenant à la famille des Thraupidae.

## Description
Cet oiseau mesure environ 10,5 cm de longueur. Il présente un net dimorphisme sexuel.
Le mâle arbore un plumage bleu vif avec le bec incurvé, un masque, une petite bavette, les ailes et la queue noirs. Les pattes sont jaune cire plus ou moins foncé selon les individus tandis que les ongles sont noirs.
La femelle présente un plumage à dominante verte avec des nuances gris bleu sur les flancs et le ventre. Les côtés de la tête, le masque et la gorge sont rouille tandis que dex petites moustaches bleu clair encadrent le bec. Les pattes sont grises.

## Répartition
Cette espèce de guit-guit peuple tout le nord de l'Amérique du Sud et se rencontre en Bolivie, au Brésil, au Colombie, en Guyana, en Guyane, au Panama, au Pérou, au Suriname, à Trinité-et-Tobago, au Venezuela, et en Équateur.

## Alimentation
Cet oiseau se nourrit de nectar et de petits insectes.

## Taxonomie
Le nom valide complet (avec auteur) de ce taxon est Cyanerpes caeruleus (Linnaeus, 1758).

### Liste des sous-espèces
Selon ITIS (19 mai 2024) :
- Cyanerpes caeruleus caeruleus (Linnaeus, 1758)
- Cyanerpes caeruleus chocoanus Hellmayr, 1920
- Cyanerpes caeruleus hellmayri Gyldenstolpe, 1945
- Cyanerpes caeruleus longirostris (Cabanis, 1851)
- Cyanerpes caeruleus microrhynchus (Berlepsch, 1884)